# Хозяйка судьбы
«Хозяйка судьбы» (порт.  Senhora do Destino ) — самый рейтинговый сериал 2000-х годов в Бразилии. Автор сценария Агиналду Силва за основу сюжета взял реальный случай, описанный в газетах: женщина в 1986 году похитила из роддома чужого ребёнка и воспитывала его как своего собственного, пока всё не обнаружилось в 2003 году. Позже стало известно, что подобное она повторила и с другим ребёнком. Мать и дядя автора в реальной жизни имеют такие же имена, как главная героиня и её брат: Мария ду Карму и Себастиан.
Несомненно, наиболее яркой в этом сериале стала роль злодейки Назаре, за исполнение которой актриса Рената Сорра получила множество наград. Стоит отметить игру ветеранов бразильского кино и телевидения — Жозе Вилкера, Раула Кортеса и юной актрисы Леандры Леал в роли Клаудии, падчерицы Назаре. Раул Кортес делал перерыв в съёмках в связи с проведением операции. Это была одна из последних его ролей.
Премьера сериала в России состоялась на «Первом канале» 25 мая 2005 года, но такого же оглушительного успеха, как в Бразилии, он не получил. Вследствие этого 27 июня 2005 года трансляция сериала была перенесена с вечернего времени на дневное время, а его утренний повтор был убран из сетки вещания. Показ завершился 14 февраля 2006 года.
Закадровый перевод читают Елена Бушуева (Мария ду Карму, Жизела, Клаудия и др. — первая половина сериала), Ольга Кузнецова (Мария ду Карму, Жизела, Клаудия и др. — вторая половина сериала), Ирина Маликова (Назаре, Изабел, Вивиан и др.), Александр Котов (Дирсеу, Джованни, Режиналду и др.), Василий Зотов (Вириату, Леандру, Плиниу и др.). Текст титров читает Александр Котов.

## Сюжет

###### Предыстория
1968 год. Мария ду Карму — молодая мать пятерых детей, живущая на севере Бразилии. Ее муж уехал на заработки в Сан-Паулу и пропал, поэтому Мария решает переехать в Рио-де-Жанейро к старшему брату Себастьяну. По пути Мария теряет бумагу, на которой записан адрес брата, но она не унывает — брат должен её встретить. Мария и дети приезжают в Рио в неудачное время — там происходят революционные события (13 декабря 1968 года президент страны Артур да Коста-и-Силва подписал Институционный акт № 5, который ограничивал права граждан Бразилии и фактически провозглашал тоталитарную военную диктатуру в стране), и ее брата не отпускают с работы, чтобы встретить Марию и детей. Она ждет брата на вокзале несколько часов, и в отчаянии отправляется на его поиски самостоятельно. Во время народных волнений её старший сын, Режиналду, получает удар камнем по голове, и Мария вынуждена искать укрытие. По дороге она встречает беременную женщину в форме медсестры — Лурдес, которая проникается живым интересом к дочери Марии — Линдалве. Лурдес отводит Марию и детей в больницу, но советует ей оставить всех кроме Режиналду на улице, чтобы не создавать столпотворение в больнице. Мария соглашается и уходит с Режиналду. Когда она возвращается, обнаруживает, что её сыновья остались на месте, а Линдалва исчезла вместе с Лурдес. С ужасом Мария ду Карму понимает, что Лурдес украла её дочь.
В истерике Мария мечется по окрестностям, из-за этого солдаты принимают её за представительницу «неугодной» партии, и Мария попадает в тюрьму. В камере она знакомится с Дирсеу Ди Кастру — журналистом, который был арестован за свои политические взгляды. По счастливой случайности выясняется, что Дирсеу и брат Марии Себастьян работают в одной газете, и Дирсеу сообщает Марии нужный адрес. Мария и Дирсеу симпатизируют друг другу. Недоразумение решается, Марию выпускают из тюрьмы, но она безутешна — драгоценное время упущено, и она уже не представляет как искать не только дочь, но и сыновей, которые остались одни на улице.
Мария находит брата и они вместе забирают сыновей Марии из приюта, куда тех временно определили. Брат отвозит Марию и детей к себе домой и сообщает им новости о пропавшем муже Марии — он вовсе не исчез, а бросил семью. Мария разбивает портрет мужа и проклинает его. Она клянется, что разыщет дочь, чего бы ей это ни стоило.

###### Основное действие сериала
Середина 1990-х годов. Проходит около двадцати пяти лет. Мария ду Карму стала солидной бизнесвумен, владелицей магазина строительных материалов. Она всего в жизни добилась сама, вырастила четверых сыновей. Теперь у неё уже есть и двое внуков-подростков (дети старшего сына Режиналду). Мария не оставляет надежды найти свою дочь, поэтому постоянно сотрудничает с частным детективом. После многочисленных неудачных попыток найти Линдалву, детектив отказывается работать на Марию. Тогда Дирсеу (который стал возлюбленным Марии), решает заняться поисками самостоятельно. Он предполагает, что во время волнений 1968 года множество фотографов-репортеров снимали события на улицах города, и случайно могли запечатлеть и похитительницу с младенцем. Он отправляется в старое здание редакции газеты и просматривает снимки, но ничего не находит. Он делится переживаниями со своим другом Родолфу, который в то время работал фотокорреспондентом. Родолфу находит в личном архиве фотографию Лурдес с Линдалвой на руках. Дирсеу организует для Марии ду Карму выступление в телепередаче, посвященной поиску людей. Мария показывает фото похитительницы, а также фотомакет её предполагаемой внешности спустя 20 лет, сделанный на компьютере. Передачу смотрят похитительница и ее муж — Жозе Карлус Тедеску (Зе Карлус). Он понимает, что когда-то Назаре (настоящее имя Лурдес) похитила чужого ребенка, чтобы женить его на себе и увести из семьи. В ужасе Жозе Карлус вскакивает с кресла и собирается отправиться в полицию, но Назаре толкает его с лестницы и у него начинается сердечный приступ. Назаре дожидается, пока Зе Карлус перестанет дышать и выбрасывает его лекарство. Пришедшей Изабел (Линдалве), она лжёт, что лекарство кончилось и она ничем не смогла помочь мужу. Назаре притворяется безутешной вдовой. Она решает шантажировать Марию ду Карму, чтобы получить от нее деньги за информацию о Линдалве, которую все эти годы воспитывала как свою родную дочь.
Кроме Назаре передачу смотрит и Жозевалду — некогда «пропавший» муж Марии ду Карму. Жозевалду осознает, что Мария стала богатой женщиной, и он может получить от неё много денег, поскольку брак с ним Мария так и не расторгла. Жозевалду отправляется в Рио-де-Жанейро.
С этого момента начинается цепочка событий, в результате которой Марии ду Карму удается найти свою дочь, наладить с ней отношения, разоблачить Назаре и наказать Жозевалду.

###### Эпилог
В заключительных сериях зритель видит несколько флешфорвардов о том, кем станут молодые герои сериала уже в XXI веке.

## В ролях
- Сюзана Виейра — Мария ду Карму (ду Карму) Феррейра да Силва — главный протагонист сериала, владелица магазина стройматериалов, мать Режиналду, Леандру, Вириату, Плиниу и Изабел (Линды).
- Рената Сорра — Мария де Назаре (Назаре) Эстевес (Тедеску) — главный антагонист сериала, бывшая проститутка, приёмная мать Изабел, укравшая её во младенчестве у Марии ду Карму. В последней серии утопилась, бросившись с моста в реку.
- Жозе Майер — Дирсеу де Кастру — журналист, в 1968 году работал в газете «Диариу де Нотисиас», друг и любовник Марии ду Карму.
- † Жозе Вилкер — Джованни Импрота — бывший продавец лотерейных билетов и игрок, покровитель школы самбы, бизнесмен, друг и впоследствии муж Марии ду Карму.
- Эдуардо Московис — Режиналду (Налду) Феррейра да Силва — старший сын Марии ду Карму и Жозевалду, старший брат Леандру, Вириату, Плиниу и Изабел (Линды), депутат от Вилла Сан-Мигел, в дальнейшем, — префект муниципалитета Вилла Сан-Мигел. Погиб от удара камнем в голову.
- Каролина Дикманн — Мария ду Карму в молодости / Изабел Эстевес Тедеску (она же — Линдалва Феррейра да Силва), в дальнейшем, — Изабел Тедеску Феррейра да Силва Легран— единственная дочь Марии ду Карму и Жозевалду, воспитанная Назаре; младшая сестра Режиналду, Леандру, Вириату и Плиниу.
- Леонарду Виейра — Леандру Феррейра да Силва — второй сын Марии ду Карму и Жозевалду, младший брат Режиналду и старший брат Вириату, Плиниу и Изабел, бухгалтер в школе самбы и в магазине стройматериалов ду Карму.
- Марселу Антони — Вириату Феррейра да Силва — третий сын Марии ду Карму и Жозевалду, младший брат Режиналду и Леандру, старший брат Плиниу и Изабел, метрдотель во французском ресторане «Мсье Ватель».
- Даду Долабелла — Плиниу Феррейра да Силва — младший сын Марии ду Карму и Жозевалду, младший брат Режиналду, Леандру и Вириату, старший брат Изабел, бездельник, бабник и прожигатель жизни.
- Дебора Фалабелла — Мария Эдуарда (Дуда) Коррейа де Андраде и Коуту (Феррейра да Силва) — дизайнер, дочка обеспеченных родителей и внучка барона де Бонсусесу, возлюбленная (затем жена) Вириату.
- Анжела Виейра — Жизела Коррейа де Андраде и Коуту — мать Марии Эдуарды, жена Леонарду.
- † Нелсон Шавьер — Себастьян Феррейра да Силва — старший брат Марии ду Карму, водитель донны Жозефы, затем — барона де Бонсусесу.
- † Иона Магальяес — Флавиана — тёща Джованни (мать его первой жены, покончившей с собой), бабушка Жоана Эмануэла и Дженнифер.
- † Мириам Пиреш — Климентина — экономка в доме ду Карму, мать Аурелии, бабушка Шао Линя.
- Дэн Стулбах — Эдгар Легран — француз, хозяин ресторана «Мсье Ватель», внук мадам Берте, шеф и хороший друг Вириату, шеф и возлюбленный (затем муж) Изабел.
- † Элизанжела — Дженани Перейра — проститутка, в прошлом — коллега Назаре по публичному дому.
- Жозе де Абреу — Жозевалду Феррейра да Силва — муж Марии ду Карму, отец Режиналду, Леандру, Вириату, Плиниу и Изабел, бросивший их много лет назад и уехавший в Сан-Паулу, любовник и сообщник Назаре.
- Волф Майя — Леонарду Коррейа де Андраде и Коуту — отец Марии Эдуарды, сын барона де Бонсусесу.
- Леонарду Миджиорин — Шао Линь (Полибиу)— сын Аурелии и внук Климентины, хозяин школы боевых искусств, экс-парень Дианы, отец Кармен.
- Леандра Леал —  Мария Клаудия (Клаудия) Тедеску (Феррейра да Силва) — журналистка, падчерица Назаре, дочь Жозе Карлоса от первого брака, сводная сестра Изабел, девушка (затем жена) Леандру.
- Эйтор Мартинес — Жоан Эмануэл Импрота— вице-президент школы самбы, сын Джованни, старший брат Дженнифер, парень (затем муж) Режины.
- Адриана Лесса — Рита де Кассия— парикмахер, в прошлом — наркоманка, подруга Марии ду Карму, жена (затем вдова) цыгана, мать Майкла и Дианы, возлюбленная (затем — жена) Константину.
- † Мара Манзан — Жаниси Феррейра да Силва — жена Себастьяна, мать Элеоноры, Венансиу и Режины.
- Андре Гонсалвес — Венансиу Феррейра да Силва — единственный сын Себастьяна и Жаниси, младший брат Элеоноры и старший брат Режины, парень (затем муж) Даниэллы.
- Мария Майя — Режина (Режинья) Феррейра да Силва (Импрота) — младшая дочь Себастьяна и Жаниси, младшая сестра Элеоноры и Венансио, девушка (затем жена) Жоана Эмануэла, одна из королев школы самбы.
- Милла Кристи — Элеонора Феррейра да Силва (Лео)  — врач, старшая дочь Себастьяна и Жаниси, старшая сестра Венансио и Режины, девушка Дженнифер.
- Барбара Боржес — Дженнифер Импрота — студентка медицинского колледжа, дочь Джованни, младшая сестра Жоана Эмануэла, девушка Элеоноры.
- Мариу Фриаш — Томас Джефферсон — депутат, (бывший) жених Марии Эдуарды, друг Леонарду и Жизелы, в дальнейшем — муж Налвы.
- Людмила Дайер — Даниэлла Мейра (Феррейра да Силва) — любовница Джованни, девушка (затем жена) Венансиу.
- Карол Кастро — Анжелика (Феррейра да Силва) — приёмная дочь Марии ду Карму, её помощница в магазине стройматериалов, невеста (затем жена) Плиниу.
- Тьяго Фрагосо — Алберту Педрейру - программист, друг Изабел, безответно влюблённый в неё, друг Клаудии сын синьора Жака.
- Андре Маттос — Мадруга- «правая рука» Джованни Импрота.
- Кристина Маллинз — Аурелия — дочь Климентины и мать Полибиу.
- † Флавио Мильяччо — Жакес Педрейру (Жак) — сосед Назаре, отец Алберту, друг Ширли.
- Рейналду Гонзага — Родолфу — фоторепортер, друг и коллега Дирсеу, возлюбленный Аретузы.
- Стела Фрейташ — Сисера Батиста- помощница по хозяйству в доме Марии ду Карму.
- Кристина Гальвао — Жандира- жительница Вилла Сан Мигел, соседка Риты.
- Сильвия Сальгадо — Аретуза — домработница Дирсеу, возлюбленная Родолфу.
- Готтса — Кресилда- работница магазина стройматериалов ду Карму, певица.
- Малу Валле — Ширли- соседка и (бывшая) подруга Назаре, подруга синьора Жака и Алберту.
- Глория Менезес — Лаура Коррейа де Андраде и Коуту, баронесса де Бонсусесу — вторая супруга барона де Бонсусесу, мачеха Леонарду.
- † Раул Кортес — Педру Коррейа де Андраде и Коуту, барон де Бонсусесу — отец Леонарду, дед Марии Эдуарды.
- † Италу Росси — Алфред — дворецкий Жизелы и Леонарду.
- Элена Раналди — Яра Стайн — бизнес-леди, очень хотела стать матерью и родила сына от Плиниу.
- Летисия Спиллер — Вивиан Фонтес (Феррейра да Силва) — помощница и любовница (затем вторая жена) депутата Режиналду, вторая «Эвита Перон». После смерти Режиналду стала супругой сенатора.
- Тания Халилл — Мариналва (Налва) Феррари Феррейра да Силва (Джефферсон) — (бывшая) жена Леандру, была влюблена в его брата Вириату, затем пыталась вернуть Леандру, в итоге жена депутата Томаса Джефферсона, одна из королев школы самбы.
- Нуну Мелу — Константину Пирес — португалец, таксист, возлюбленный (затем муж) Риты.
- Жессика Содрэ — Диана даш Нувеньш — дочь Риты и Цыгана, младшая сестра Майкла, экс-девушка Шао Линя и Бруну, мать Кармен.
- Аглес Стайб — Майкл Джексон даш Нувеньш — сын Риты и Цыгана, старший брат Дианы.
- Лео Карвальо — Гату (Кот) — друг и прихвостень Шао Линя, парень Лариссы.
- Марсела Барросо — Бьянка Феррейра да Силва — дочь Режиналду и Лейлы, младшая сестра Бруну, внучка Марии ду Карму.
- Тадеу Матош — Бруну Феррейра да Силва- сын Режиналду и Лейлы, старший брат Бьянки, внук Марии ду Карму, экс-парень Дианы.
- Габриель Брага Нуньес — Дирсеу в молодости
- Адриана Эстевес — Назаре в молодости
- Лусиелли ди Камаргу — Дженани в молодости
- Мария Луиза Мендонса — Лейла Феррейра да Силва — первая жена Режиналду, мать Бруну и Бьянки.
- Ронни Марруда — Жилсон даш Нувеньш (Цыган) — муж Риты, отец Майкла и Дианы, бывший заключенный.
- Тоня Кареро — Мадам Берте Легран — в 1968 году владелица самого известного в Рио борделя, где работала Назаре, бабушка Эдгара Леграна.
- Марилия Габриэла — Донна Жозефа де Медейрус Дуарти Пинту/ Мария Гильермина де Медейрус Дуарти Пинту Лефевр (Гильермина) — в 1968 году владелица газеты «Диариу де Нотисиас», была депортирована из Бразилии/дочь донны Жозефы, жившая с отцом в Европе, дизайнер ювелирных украшений, возлюбленная Дирсеу.
- Рут де Соуза — Марина — горничная донны Жозефы.
- Роджерио Фроес — генерал Бандейра — один из организаторов подавления беспорядков в Бразилии в 1968 году, начальник тайной полиции в годы военной диктатуры.
- † Пауло Жозе — Артур да Коста-и-Силва  — президент Бразилии в 1968 году, диктатор.

## Премии
- 2005 год, премия «APCA»: 
Рената Сорра — лучшая актриса (телевидение).
- 2005 год, премия «CONTIGO»: 
Рената Сорра — лучшая актриса 
† Жозе Вилкер — лучший актёр 
лучший сериал 
Раул Кортес — лучшая мужская роль второго плана 
Леандра Леал — за лучшую женскую роль второго плана 
Волф Майя — лучший режиссёр 
Агуинальдо Силва — лучший сценарист.
- 2004 год, премия «Troféu Imprensa»: 
Лучший сериал 
Рената Сорра — лучшая актриса 
† Жозе Вилкер — лучший актёр.

## Дубляж на русский язык
На русский язык роли озвучивали Елена Бушуева-Цеханская, Ольга Кузнецова, Ирина Маликова, Василий Зотов и Александр Котов.